# ジャン＝クロード・オロリッシュ
ジャン＝クロード・オロリッシュ（Jean-Claude Hollerich SJ, 1958年8月9日 - ）は、ルクセンブルク出身のルクセンブルク大司教。2011年10月16日に叙階される。
日本語メディアにおいて、姓はドイツ語読みでホレリッヒと表記されることもある。

## 経歴
ルクセンブルクのディフェルダンジュ (Differdange) に生まれ、フィアンデン (Vianden) で育つ。1981年にローマの神学大学を卒業してイエズス会に入会し、1985年に来日する。上智大学で日本語を学んだ後、1989年からフランクフルト、ミュンヘンでドイツ学を学ぶ。1994年に上智大学外国語学部ドイツ語学科講師に就任し、1999年に同学科助教授、2006年より教授となる。ドイツ語学科長、上智大学カトリックセンター長、同ヨーロッパ研究所所長、同副学長（学生総務担当）を歴任する。
2011年7月12日、教皇ベネディクト16世によりルクセンブルク大司教に任命される。同年10月16日、ルクセンブルクのノートルダム大聖堂にて叙階され、ルクセンブルク大司教区で3人目の大司教（司教としては8人目）となった。大司教としての紋章には祖国ルクセンブルクや日の丸のモチーフが使われている。
2019年10月5日、第266代ローマ教皇フランシスコよりルクセンブルク初の枢機卿に任命される。
ルクセンブルクの公用語であるルクセンブルク語・ドイツ語・フランス語はもちろんのこと、英語、イタリア語、ラテン語、そして日本語を自在に操る。